# Kuberton
Kuberton, popis 1991; skupaj: 74
Kuberton (italijansko Cuberton) je naselje na Hrvaškem, ki upravno spada pod občino Grožnjan; le-ta pa spada pod Istrsko županijo.

## Geografska lega
Vas se nahaja severovzhodno od Grožnjana na hribu, 8 km od meje s slovenskim delom Istre. Obkrožena je s kostanjevim gozdom. Do kraja se po severnem odcepu ceste Šterna-Marušići. Severno se nahaja Vernjak.
Kubertonu pripadaju zaselki Bušeti in Dolnja Gomila.

## Demografija
| Pregled števila prebivalcev po letih | Pregled števila prebivalcev po letih | Pregled števila prebivalcev po letih | Pregled števila prebivalcev po letih | Pregled števila prebivalcev po letih | Pregled števila prebivalcev po letih | Pregled števila prebivalcev po letih | Pregled števila prebivalcev po letih | Pregled števila prebivalcev po letih | Pregled števila prebivalcev po letih | Pregled števila prebivalcev po letih | Pregled števila prebivalcev po letih | Pregled števila prebivalcev po letih | Pregled števila prebivalcev po letih | Pregled števila prebivalcev po letih |
| ------------------------------------ | ------------------------------------ | ------------------------------------ | ------------------------------------ | ------------------------------------ | ------------------------------------ | ------------------------------------ | ------------------------------------ | ------------------------------------ | ------------------------------------ | ------------------------------------ | ------------------------------------ | ------------------------------------ | ------------------------------------ | ------------------------------------ |
| 1857                                 | 1869                                 | 1880                                 | 1890                                 | 1900                                 | 1910                                 | 1921                                 | 1931                                 | 1948                                 | 1953                                 | 1961                                 | 1971                                 | 1981                                 | 1991                                 | 2001                                 |
| 272                                  | 288                                  | 388                                  | 408                                  | 408                                  | 478                                  | 362                                  | 251                                  | 541                                  | 297                                  | 248                                  | 116                                  | 80                                   | 74                                   | 22                                   |